# 三庄町
三庄町（みつのしょうまち）は、広島県御調郡にあった町。現在の尾道市の一部にあたる。

## 地理
- 海洋：瀬戸内海
- 島嶼：因島、姫小島[2]

## 歴史
- 1889年（明治22年）4月1日、町村制の施行により、御調郡三庄村が単独で村制施行し、三庄村が発足[1][2]。大字は編成せず[2]。
- 1921年（大正10年）6月1日、町制施行し三庄町となる[1][2]。
- 1948年（昭和23年）5月3日、御調郡三浦村大字椋浦を編入[1][2]。椋浦、三庄の2大字を編成[2]。
- 1953年（昭和28年）5月1日、御調郡重井村・大浜村・中庄村・土生町・田熊町、豊田郡東生口村と合併し、市制施行し因島市を新設して廃止された[1][2]。

### 地名の由来
御津の庄からきたとされている。

## 産業
- 農業、海運、漁業、製塩[2]